# Entosthodon italicus
Entosthodon italicus är en bladmossart som beskrevs av Rota in De Notaris 1869. Entosthodon italicus ingår i släktet koppmossor, och familjen Funariaceae. Inga underarter finns listade i Catalogue of Life.